# Порсангер-фьорд
Порса́нгер-фьорд (норв. Porsangerfjorden; северносаам. Porsáŋgguvuotna; фин. Porsanginvuono) — залив Баренцева моря на севере Норвегии, между полуостровами Порсангер и Сверхольт. Омывает территорию норвежской губернии (фюльке) Финнмарк, в том числе одноимённый муниципалитет Порсангер.

## География
Длина залива — 120 км, ширина — до 20 км. Глубина на большей площади составляет 50—100 м.
Берег высокий, крутой. В заливе много скалистых островов.
Приливы полусуточные, величиной до 2,2 м.

## Экономическое значение
Промысел белухи, тюленя. Развито рыболовство (треска и прочие виды северных морских рыб).